# Melanochaeta fujianensis
Melanochaeta fujianensis är en tvåvingeart som beskrevs av Yang 2003. Melanochaeta fujianensis ingår i släktet Melanochaeta och familjen fritflugor. Inga underarter finns listade i Catalogue of Life.